# Ruska jesetra
Ruska jesetra (dunavska jesetra, lat. Acipenser gueldenstaedtii), u Hrvatskoj poznata i kao obična jesetra, kritično je ugrožena vrsta riba iz roda Acipenser. 

## Rasprostranjenost
Ruska jesetra nastanjuje Kaspijsko jezero, Crno more, Volgu, Don, Ural, Rioni i donji tok Dunava. Područje rasprostranjenosti ruske jesetre se smanjuje posljednjih 100 godina, većinom zbog izgradnje hidroelektrana.
U Hrvatskoj je nastanjivala Dunav i donje tokove Save i Drave.

## Opis vrste
Ruska jesetra može narasti i do 235 cm u dužinu i može težiti do 115 kg. Tijelo joj je valjkasto, izduženo i razmjerno debelo, a glava je prekrivena koštanim pločama. Leđa su maslinastosive boje, bokovi su svjetliji, a trbuh je bijel.
Rilo je kratko, kraće nego u većine drugih pripadnika roda Acipenser. Na tijelu ima pet redova koštanih štitića.
Prehrana ruske jesetre sastoji se od mekušaca, ličinki kukaca, rakova i manjih riba.
Ruska jesetra je uglavnom solitarna vrsta, a u jata se okuplja samo za vrijeme zimske hibernacije i mrijesta. Mrijesti se od travnja do lipnja, a u Dunavu do studenoga. Mrijesti se na dubinama većim od 6 metara, a jajašca odlaže na pjeskovito i šljunkovito dno. Jedinke nakon mrijesta odlaze u more.
Mužjaci spolnu zrelost dostižu s 8-13 godina, a ženke s 10-16.
Životni vijek ruske jesetre iznosi više od 50 godina.

## Stanište
Ruska jesetra živi u slatkim, bočatim i slanim vodama umjerenog pojasa, na temperaturama od 10°C do 20°C. Dok živi u moru naseljava plitka, bočata područja, a u rijekama naseljava plića područja uz obalu.

## Ugroženost i zaštita
Ruska jesetra je klasificirana kao kritično ugrožena vrsta na IUCN-ovom Crvenom popisu. U Hrvatskoj je izumrla, te spada u skupinu strogo zaštićenih vrsta prema Pravilniku "NN 99/09".
Najveća prijetnja opstanku ove vrste je pregrađivanje rijeka (većinom hidroelektranama), čime se sprječavaju godišnje migracije. Ostali uzroci ugroženosti su ilegalni ribolov i onečišćenje.
Ukupna populacija ruske jesetre je pala za 90% u posljednjih 45 godina, dok je ukupna količina ulova u istom vremenskom periodu pala za 88.5%.
Kao mjera zaštite provodi se planirani uzgoj u ribogojilištima, a u Rusiji i Iranu stvaraju se genske banke za potrebe mogućeg kloniranja, ako brojno stanje nastavi opadati.